# Clytomelegena postaurata
Clytomelegena postaurata là một loài bọ cánh cứng trong họ Cerambycidae.